# Abbazia di Saint-Germain-des-Prés
L'abbazia di Saint-Germain-des-Prés (in passato nota in italiano come San Germano dei Prati) è uno dei più antichi luoghi di culto cattolici di Parigi. Del complesso, attualmente rimane soltanto la chiesa, uno dei primi edifici in stile gotico della città, costruita in luogo di una più antica tra il 1014 e il 1163; essa è attualmente sede dell'omonima parrocchia, appartenente all'arcidiocesi di Parigi.
La chiesa si affaccia su place Saint Germain des Prés, all'angolo tra boulevard Saint-Germain e rue Bonaparte e si trova nei pressi della stazione della metropolitana di Parigi Saint-Germain-des-Prés (linea ).
Dal 26 ottobre 1953 è monumento storico di Francia.

## Storia
Le sue origini risalgono al 542 quando re Childeberto I la fece costruire per custodirvi delle reliquie di San Vincenzo che egli aveva ricevuto in Spagna durante l'assedio di Saragozza: Childeberto stava infatti assediando la città quando udì che la popolazione si era posta sotto la protezione di San Vincenzo. Questo lo portò a scegliere di interrompere l'assedio per non contrastare la protezione divina invocata e come tale lasciò la città. In segno di gratitudine per aver interrotto le ostilità, il vescovo di Saragozza gli offrì in dono la stola di San Vincenzo che in quella città era conservata.
Posta quindi sotto patronato reale, l'abbazia divenne una delle più ricche di Francia; essa accolse un importante scriptorium già a partire dall'XI secolo e rimase un centro della vita intellettuale cattolica francese sino alla Rivoluzione francese.
Nel 558 la chiesa venne ufficialmente dedicata a San Vincenzo ad opera di Germano, vescovo di Parigi, il 23 dicembre; quello stesso giorno Childeberto morì. Per commemorare questi eventi, presso la chiesa venne eretto anche un monastero, i cui abati avevano giurisdizione temporale e spirituale sull'area del quartiere di Saint-Germain, che si era formato attorno alla chiesa (questo privilegio ebbe valore sino al 1670).

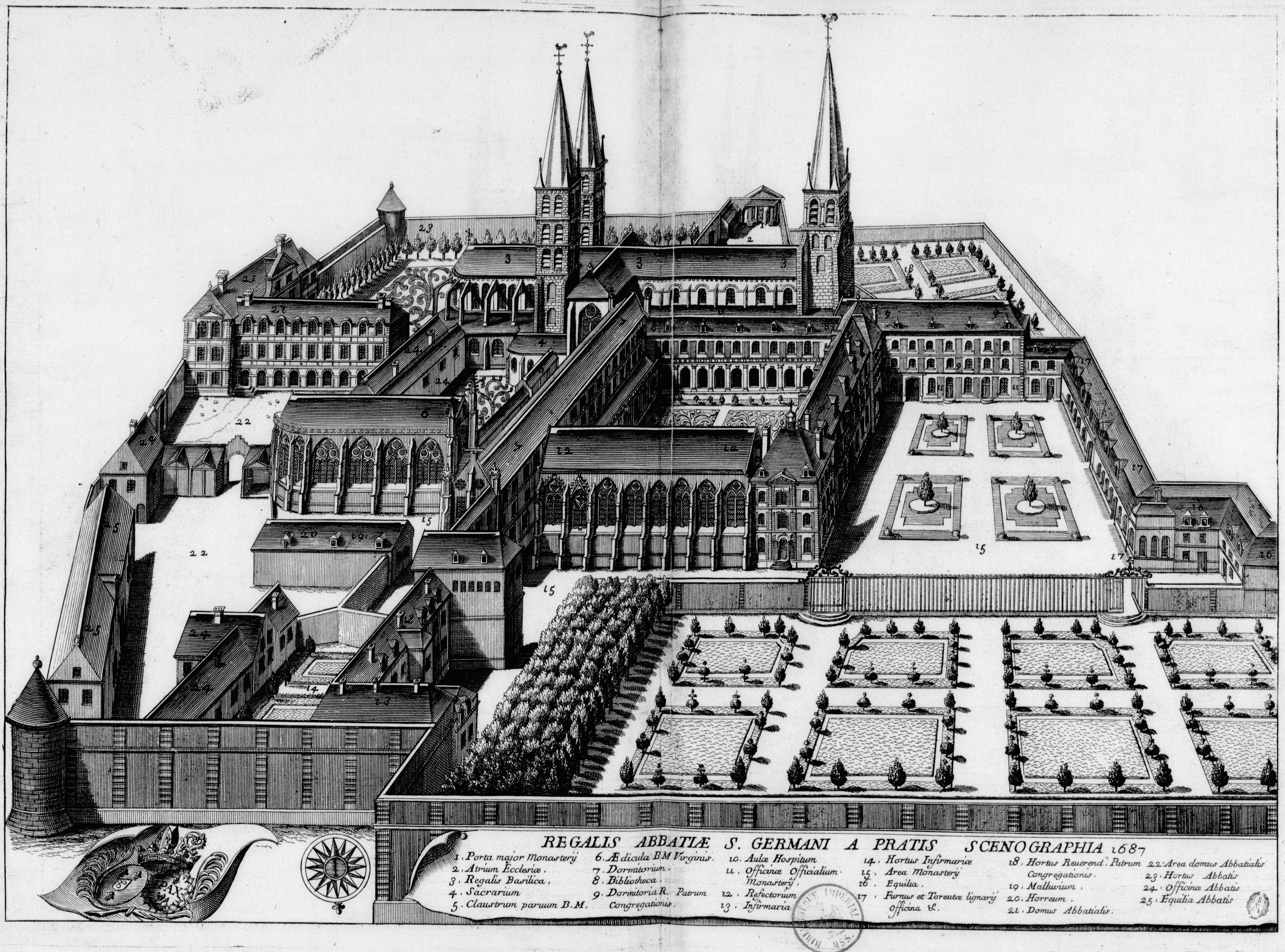
L'abbazia in una stampa del Monasticon Gallicanum, 1687

La chiesa venne saccheggiata più volte ed incendiata dai Normanni nel IX secolo sino a venire ricostruita nel 1014 e completata nel 1163, quando venne dedicata da papa Alessandro III in persona. Il santo patrono scelto fu San Germano di Parigi (in francese, appunto, Saint Germain de Paris), quello stesso vescovo che aveva consacrato l'antica chiesa e che era stato successivamente canonizzato. Le grandi mura di Parigi, erette sotto il regno di Filippo II di Francia, non comprendevano la chiesa, il che consentì al complesso di espandersi ulteriormente. Venne costruito un nuovo refettorio per il monastero ad opera di Pierre de Montereau attorno al 1239 (questi fu più tardi l'architetto della Sainte-Chapelle).
Il portale venne realizzato nel XII secolo e, dopo che questo crollò rovinosamente nel 1604, venne rimpiazzato da un nuovo portale classicheggiante nel 1606, eseguito da Marcel Le Roy. Nel Seicento l'abbazia era divenuta una potentissima sede benedettina e nel 1618 vi sorse la congregazione di San Mauro, che la rese un fondamentale centro culturale.
Venne soppressa durante la Rivoluzione, dopo che gran parte dell'edificio era andata distrutta in un incendio nel 1794. Nelle vicinanze del monastero ebbe luogo uno degli episodi più feroci della Rivoluzione Francese: il massacro di 318 preti da parte della folla, il 3 settembre 1792. La chiesa, chiusa al culto, venne riaperta nel 1803.
Tra il 1821 e il 1854, al chiesa fu oggetto di una lunga serie di restauri conservativi, dapprima sotto la direzione di Étienne-Hippolyte Godde, poi, dal 1840, di Victor Baltard. Nel 2012, è stato realizzato il nuovo presbiterio sotto la crociera.

## Descrizione

### La chiesa

#### Esterno

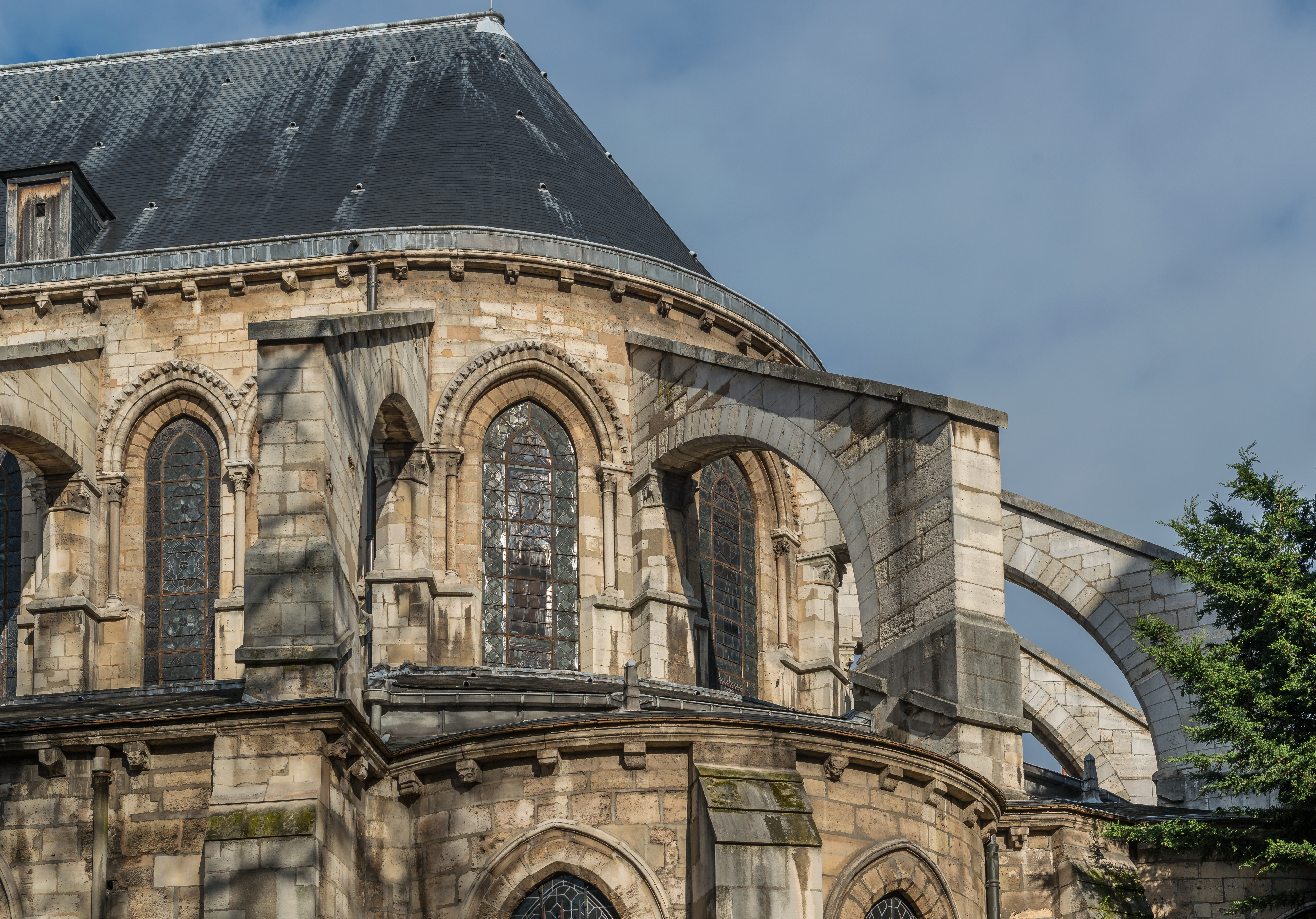
Gli archi rampanti dell'abside

La chiesa attuale è priva di facciata: si accede all'edificio, infatti, tramite portale marmoreo del XII secolo, preceduto da un protiro seicentesco, il quale è posto alla base di una delle tre torri originarie, l'unica sopravvissuta, che contiene nella cella campanaria una delle più antiche campane di Francia. Un secondo ingresso è sul lato destro della chiesa e, anch'esso in stile barocco, è opera di Marcel Le Roy che lo realizzò nel 1606.
All'incrocio del transetto, ai due lati del coro, si trova ciò che resta di antichi campanili, ora ridotti a due tozze torri alte fino al cleristorio della navata centrale. L'area absidale presenta, esternamente, una serie di archi rampanti che sostengono la struttura, decorati alla base con delle colonnine. Secondo alcune ipotesi, sarebbero il primo esempio di tale sostegno nella storia dell'architettura.

#### Interno

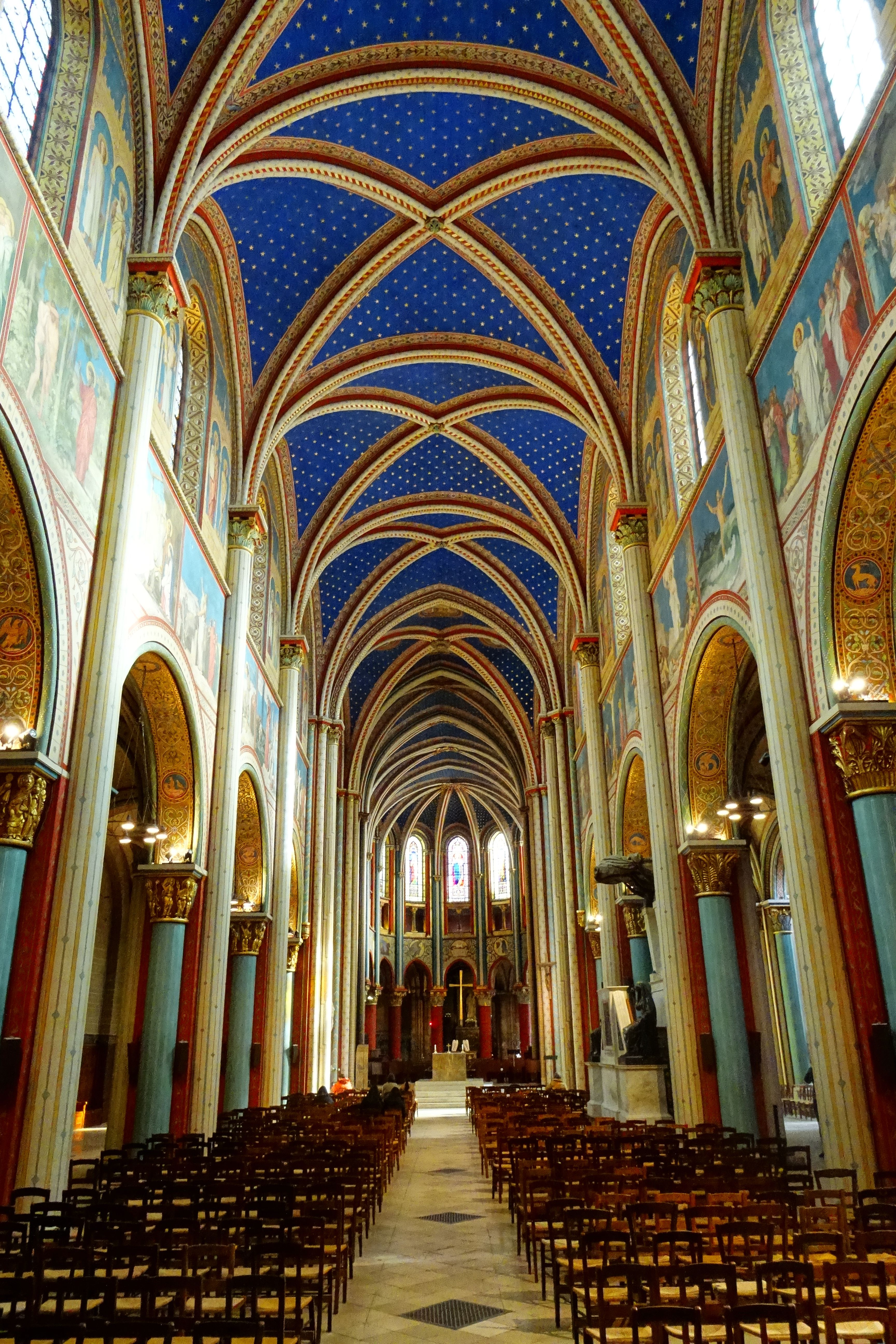
Interno

Internamente, la chiesa presenta una pianta a croce latina. L'aula è divisa in tre navate coperte con volte a crociera da arcate a tutto sesto poggianti su pilastri con semicolonne; la navata maggiore è decorata con affreschi policromi e presenta, nella parte superiore delle pareti, un cleristorio formato da ampie monofore, senza triforio o matroneo. Oltre il transetto, essa continua con il profondo coro, circondato da un deambulatorio con cappelle radiali e terminante con abside semicircolare, le cui pareti presentano dei mosaici e, al di sotto del cleristorio, un basso triforio.
Fra le vetrate conservate all'interno della chiesa, le più antiche sono nella cappella di Santa Genoveffa e risalgono al XIII secolo. Tra le sepolture famose si ricordano quelle del filosofo Cartesio, del poeta Nicolas Boileau, di Jean Mabillon, fondatore della paleografia e della diplomatica latina, di Bernard de Montfaucon che perfezionò le stesse discipline nella lingua greca, e del re Giovanni II Casimiro di Polonia, divenuto abate di Saint Germain des Prés nel 1669. Nel transetto, inoltre, si trovano due altari laterali barocchi del XVII secolo: quello di sinistra è dedicato a san Francesco Saverio, mentre quello di destra a santa Margherita. Il presbiterio è situato nella crociera ed è costituito da moderni arredi in marmo (altare a ambone) e legno (sede e crocifisso); al centro dell'abside, si trova ancora l'altare maggiore neogotico, sul quale è posto il tabernacolo installato nel 2014.

#### Organo a canne

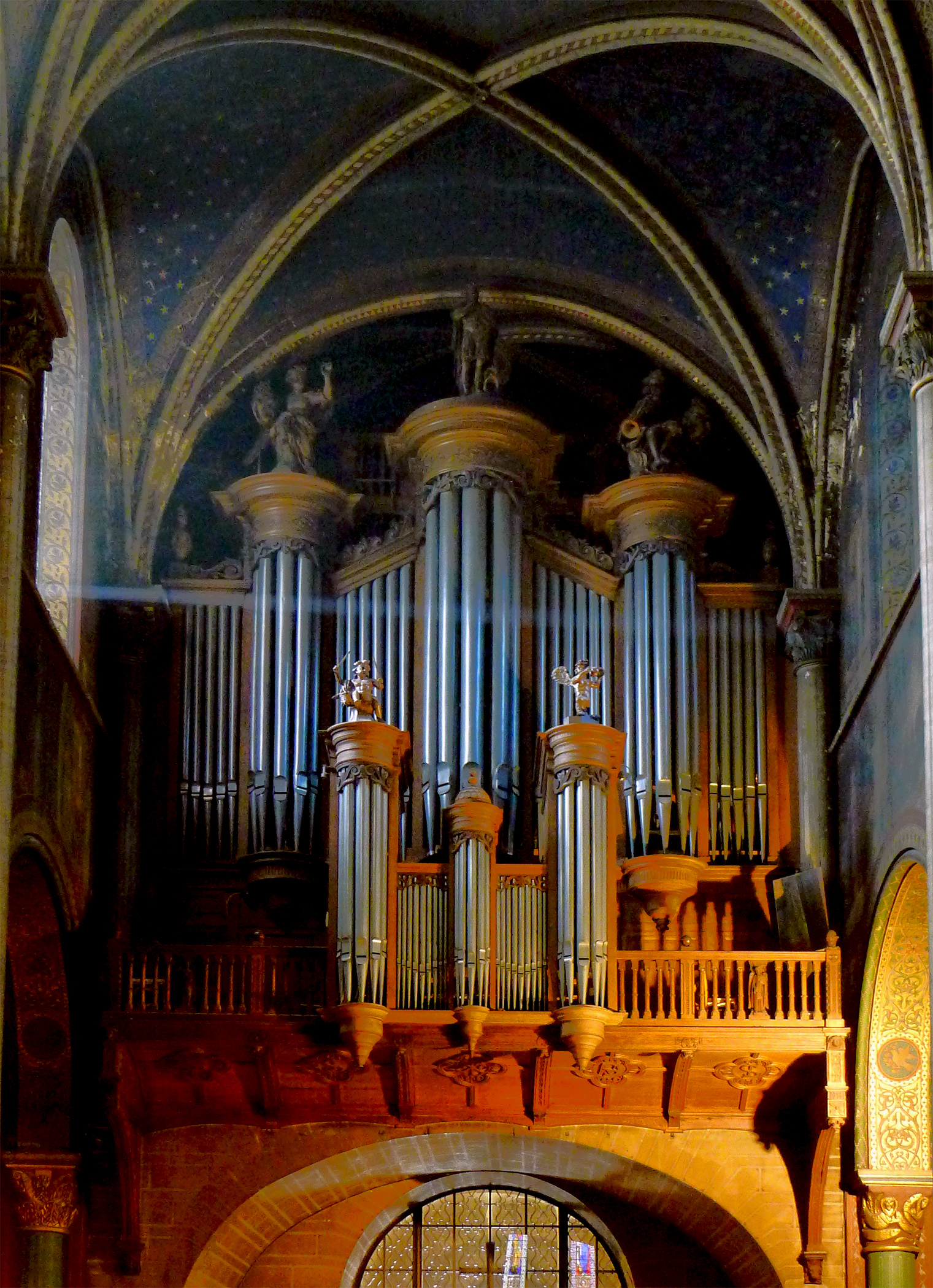
Organo a canne

Sulla cantoria in controfacciata si trova l'organo a canne della chiesa, ricostruito nel 1973 dalla ditta organaria Haerpfer-Erman. Prima dell'organo ottocentesco ve ne erano stati altri due: il primo risalente al XV secolo, il secondo costruito nel 1661 da Pierre e Alexandre Thierry e nel 1798 trasferito nella chiesa di Saint-Eustache. Lo strumento attuale venne acquistato nel 1805 e proveniva dalla abbazia di San Vittore, per la quale era stato costruito nel 1691 da Alexandre Thierry e successivamente più volte modificato da vari organari; una volta trasferito nella sua nuova collocazione, è stato ricostruito da Jean-Baptiste Stoltz nel 1862 prima dell'intervento di Haerpfer-Erman.
L'organo a canne è a trasmissione integralmente meccanica e conta 56 registri. Il materiale fonico è integralmente alloggiato all'interno della cassa lignea ottocentesca, con positivo tergale e mostra composta da canne di principale con bocche a scudo, sormontata da alcune sculture di angeli. La consolle si trova anch'essa in cantoria ed è a finestra; essa dispone di quattro tastiere di 56 note ciascuna e pedaliera concava di 30 note; i registri sono azionati da pomelli ad estrazione posti su più file verticali alla destra e alla sinistra dei manuali.

### Il palazzo abbaziale
Il palazzo abbaziale in pietra e mattoni fu costruito nel 1586 per Carlo di Borbone, cardinale ed abate di Saint-Germain e, per brevissimo tempo, pretendente al trono di Francia. Più di dieci abati si susseguirono sino alla Rivoluzione, quando il palazzo fu venduto. James Pradier, scultore del XIX secolo, famoso per le sue sculture femminili, installò qui il suo studio. Il palazzo è rinomato soprattutto per l'abbinamento di vari materiali e per le belle finestre verticali.

## Cronotassi degli abati[15]
- 543-580: San Drottoveo di Parigi
- 580-606: Scubilion
- 606-618: Didier
- 618-636: Gautelon
- 636-6??: Germain
- 6??-???: Sigon
- ???-???: Childeran
- ???-???: Hunfrid
- ???-697: Authaire I
- 697-???: Valdromer
- ???-???: Chedelmaire
- ???-???: Babon
- 730-73?: Sigefroi
- 73?-735: Authaire II
- 735-775: Landfroy
- 775-???: Wichad
- ???-811: Robert I
- 811-829: Hirminon
- 829-841: Hilduin I, vescovo di Parigi e abate di Saint-Denis
- 841-849: Ebroïn
- 849-857: Gozlin I, vescovo di Parigi
- 857-860: Hilduin II
- 860-881: Gozlin II, vescovo di Parigi
- 881-892: Ebles († 2 ottobre 892), figlio di Bilchilde, cancelliere del re degli Eudi
- 892-893: Hubold
- 893-923: Roberto II, re dei Franchi, abate laico
- 923-956: Ugo I il Grande, figlio del precedente, abate laico
- 956-979: Ugo Capeto, figlio del precedente, re di Francia, abate laico
- 979-987: Gualon
- 987-990: Albéric
- 990-1014: Morard
- 1014-1026: Ingon
- 1026-1030: Guglielmo I da Volpiano
- 1030-1060: Adraud
- 1060-1066: Hubert
- 1066-1072: Robert III
- 1072-1082: Pierre I de Loiselèves
- 1082-10??: Hugues III
- 10??-10??: Isembert
- 10??-1109: Rainauld (1)
- 1109-11??: Guillaume II
- 11??-1116: Rainauld (2)
- 1116-1146: Hugues IV de Saint-Denis
- 1146-1147: Gilon
- 1147-11??: Hugues V de Crépy
- 11??-11??: Geoffroy I
- 11??-1162: Thibauld
- 1162-1182: Hugues VI de Moncelle
- 1182-1192: Foulques
- 1192-1204: Robert IV
- 1204-1216: Jean I de Vernon
- 1216-1220: Hugues VII de Flacourt
- 1220-1224: Gauthier
- 1224-1235: Odon
- 1235-1244: Simon de Mauléon
- 1244-1247: Hugues VIII d'Issiac
- 1247-1255: Thomas de Mauléon
- 1255-1278: Gérard de Moret
- 1278-1288: Raymond de Cumène
- 1288-12??: Jean II de Cumène
- 12??-1303: Jean III
- 1303-1334: Pierre II de Courpalay
- 1334-1353: Jean IV de Précy
- 1353-1359: Geoffroy II
- 1359-1361: Nicolas Deladite
- 1361-1387: Richard de Laitre
- 1387-1418: Guillaume III L'Évêque
- 1418-1436: Jean V Bouron
- 1436-1436: Drogon de Montamdier
- 1436-1460: Hervé Morillon
- 1460-1461: Henri I Mené
- 1461-1484: Robert V de Lespinasse
- 1484-1503: Geoffroi III Floreau

Abati commendatari:
- 10 febbraio 1504 - 16 novembre 1507: Guillaume IV Briçonnet, cardinale nel 1495, arcivescovo di Parigi
- 16 novembre 1507 - 24 gennaio 1534: Guillaume V Briçonnet, figlio del precedente, vescovo di Lodève e Meaux
- 24 gennaio 1534 - 22 aprile 1562: François II de Tournon, cardinale nel 1530, arcivescovo di Bourges, Auch e Lione
- 11 maggio 1562 - 9 maggio 1590: Carlo di Borbone-Vendôme, principe del sangue, cardinale nel 1547, arcivescovo di Rouen
- 9 maggio 1590 - 20 luglio 1594: Carlo II di Borbone-Vendôme, principe del sangue, nipote del precedente, cardinale nel 1582, arcivescovo di Rouen
- 1594 - ? : Jean VI Percheron, abate fiduciario; le rendite dell'abbazia vennero percepite da Francesco di Borbone-Conti, fratello dell'abate precedente
- ? - 1617: Louis I Buisson, abate fiduciario; le rendite dell'abbazia vennero percepite dalla vedova di Francesco di Borbone-Conti, Luisa Margherita di Lorena sino al 1623
- 1623 - 12 ottobre 1668: Enrico di Borbone-Verneuil, bastardo di Francia, duca di Verneuil, vescovo di Metz
- 1668 - 16 dicembre 1672: Giovanni II Casimiro di Polonia, precedentemente re di Polonia
- 1672 - 1683: Luigi II Cesare di Borbone, bastardo di Francia, conte di Vexin
- gennaio 1697 - 10 aprile 1704: Guillaume VI Egon de Furstenberg, cardinale nel 1685, vescovo di Strasburgo
- 10 aprile 1704 - 18 dicembre 1714: César d'Estrées, cardinale nel 1671, vescovo di Albano
- 1º gennaio 1715 - 26 luglio 1737: Henri III Pons de Thiard de Bissy, cardinale nel 1715, vescovo di Maux
- 15 agosto 1737 - 16 giugno 1771: Luigi III di Borbone-Condé, principe del sangue, conte di Clermont-en-Argonne
- 22 gennaio 1774[17] - 21 ottobre 1777: Charles III Antoine de La Roche-Aymon, cardinale nel 1771, arcivescovo di Reims. Dalla sua morte alla soppressione degli ordini religiosi, nel 1791, non venne più eletto alcun abate.

## Galleria d'immagini

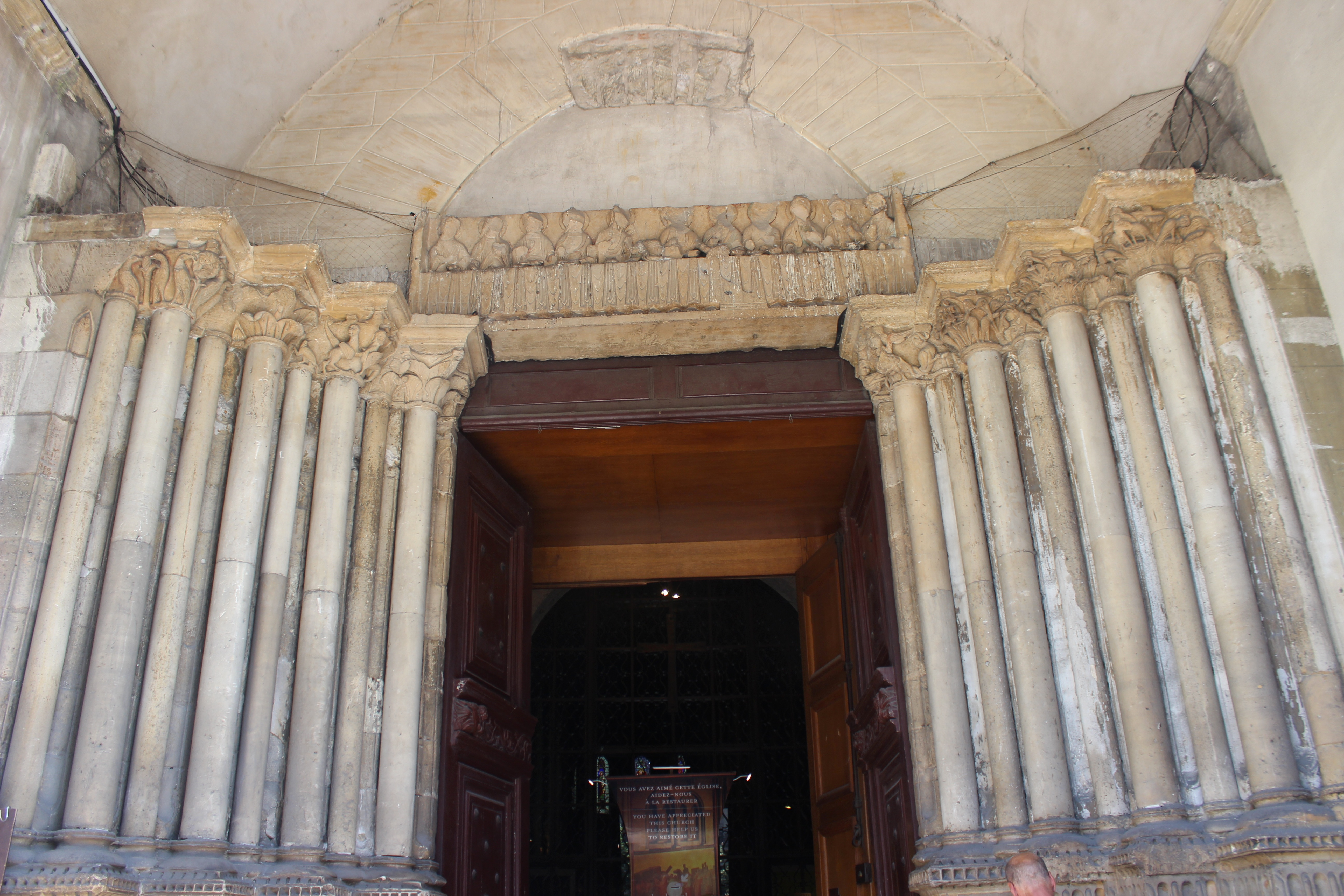
Il portale romanico
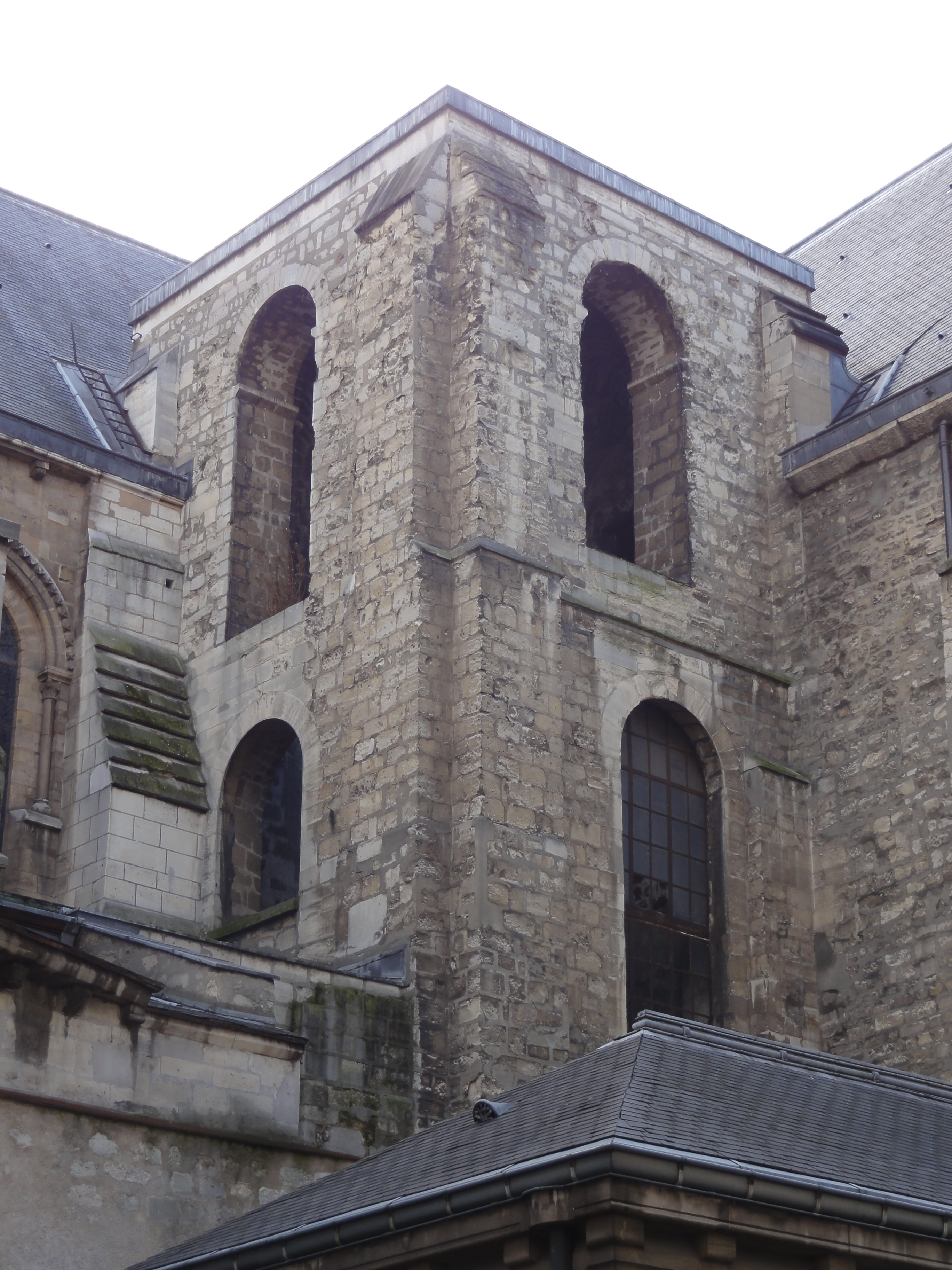
Una delle torri della crociera
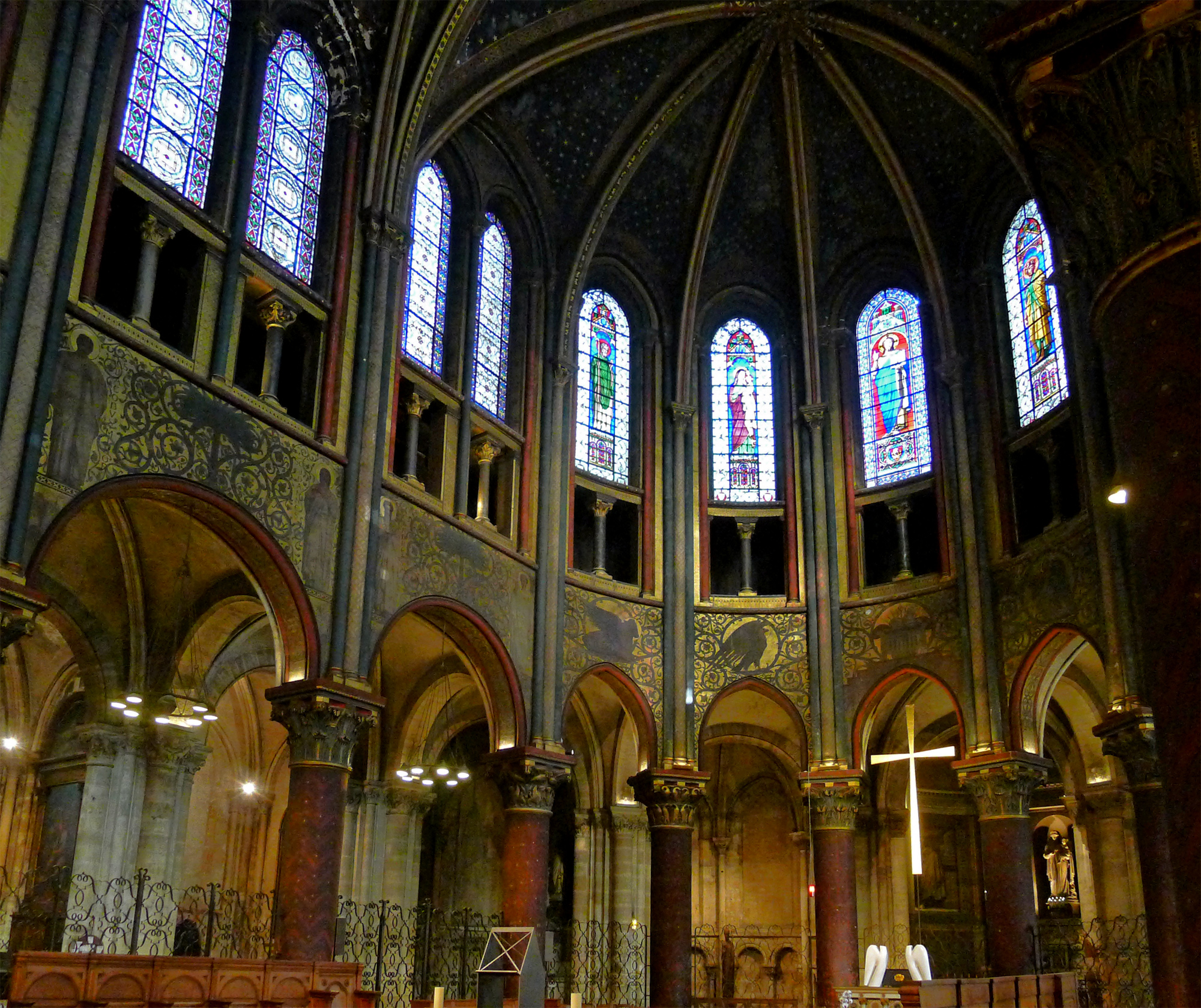
Coro e abside
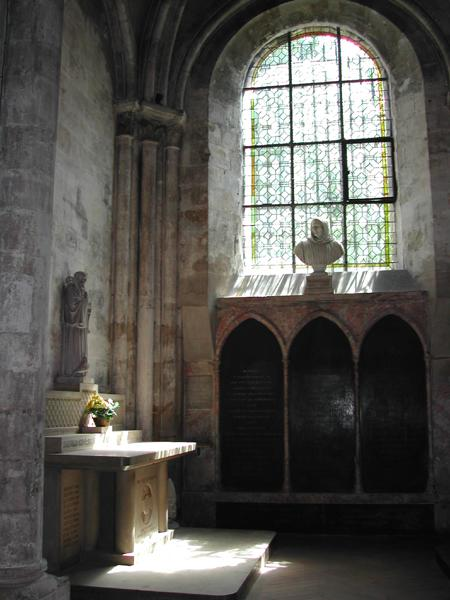
Tomba di Cartesio
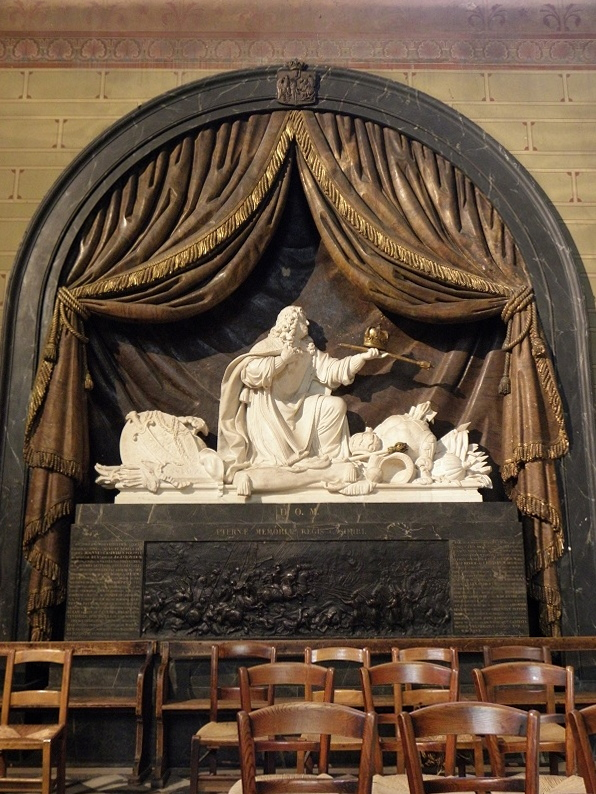
Tomba di Giovanni II Casimiro di Polonia
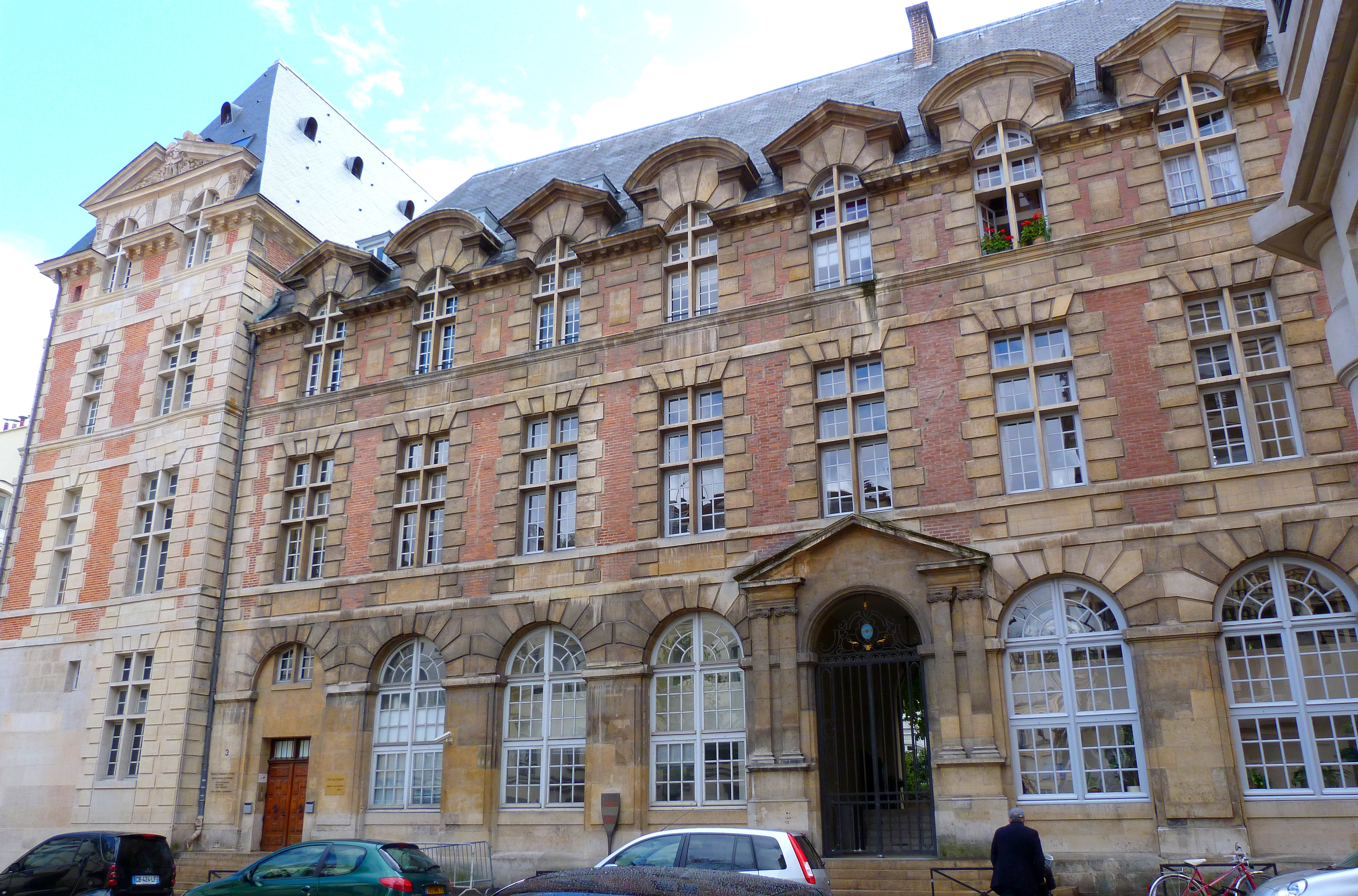
Palazzo abbaziale